# Rescapé (album)
Pour les articles homonymes, voir Rescapé.
Albums de Soso Maness
Mistral
(2020)
Rescapé est le premier album de Soso Maness, sorti le 22 mars 2019.
Cet album raconte la biographie de l'artiste avant qu'il se lance dans la musique .

## Liste des pistes
| 1.    | Le vent tourne                     | Wealstarr, Ladjoint                  | 2:32 |
| 2.    | FDP (feat. Sofiane)                | Ladjoint, Yalatif Beatz              | 3:08 |
| 3.    | Dans le block X                    | Ladjoint                             | 2:41 |
| 4.    | Cartel de Maness                   | H8MKRZ                               | 2:11 |
| 5.    | Muermo                             | Ladjoint                             | 3:31 |
| 6.    | Mal luné                           | Yung G, FirstM4n, H8MKRZ, Jack Flaag | 3:14 |
| 7.    | À la muerte (feat. L'Algérino)     | Rim's                                | 2:59 |
| 8.    | Interlude                          | Ladjoint                             | 2:48 |
| 9.    | Pochon vert (feat. Fond Vert Clan) | Ladjoint                             | 3:31 |
| 10.   | Droga                              | Wealstarr                            | 2:32 |
| 11.   | TP                                 | Wealstarr, Ladjoint                  | 3:54 |
| 12.   | Rescapé                            | Ladjoint                             | 3:01 |
| 13.   | Minuit c'est loin                  | Ladjoint                             | 2:21 |
| 14.   | On vous guitarise (feat. Hooss)    | Ladjoint                             | 2:47 |
| 15.   | Papier                             | Ladjoint                             | 3:26 |
| 16.   | Outro                              | Ladjoint                             | 1:55 |
| 17.   | Stromaness                         | Ladjoint                             | 3:03 |
| 49:33 |                                    |                                      |      |

## Clips vidéos
- Minuit c'est loin : 30 mars 2018
- Pochon vert (avec Fond Vert Clan) : 3 août 2018
- Cartel de Maness : 19 octobre 2018
- On vous guitarise (avec Hooss) : 21 décembre 2018
- Mal luné : 1er mars 2019
- Dans le block X : 8 mars 2019
- Droga : 12 avril 2019
- TP : 26 avril 2019

## Classements

### Classement hebdomadaire
| Classement (2019) | Meilleure position |
| ----------------- | ------------------ |
| France (SNEP)     | 49                 |